# 布雷蓋冰川
64°10′S 60°48′W / 64.167°S 60.800°W
布雷蓋冰川是南極洲的冰川，位於葛拉漢地西岸，1957年阿根廷政府把該冰川繪入地圖，以法國飛機設計師命名，現時由南極條約體系管理。